# Hôpital psychiatrique de Kiev
L'hôpital psychiatrique n°1 est un centre hospitalier situé à Kiev.
Il est nommé en l'honneur de Ivan Pavlov et il se situe dans des bâtiments classés au registre national des monuments d'Ukraine.

## Histoire
En 1786 un édit de Catherine demandait l'ouverture "d'institution agréable à Dieu", à Kiev elle fut créée dans les cellules monacales de l'institution Saint Cyrille, le monastère fut fermé pour laisser la place. Il est étendu en 1802 puis en 1823. En 1843 une école médicale est ouverte dans l'hôpital et en 1870 neuf nouveaux bâtiments s'élevèrent.

### En images

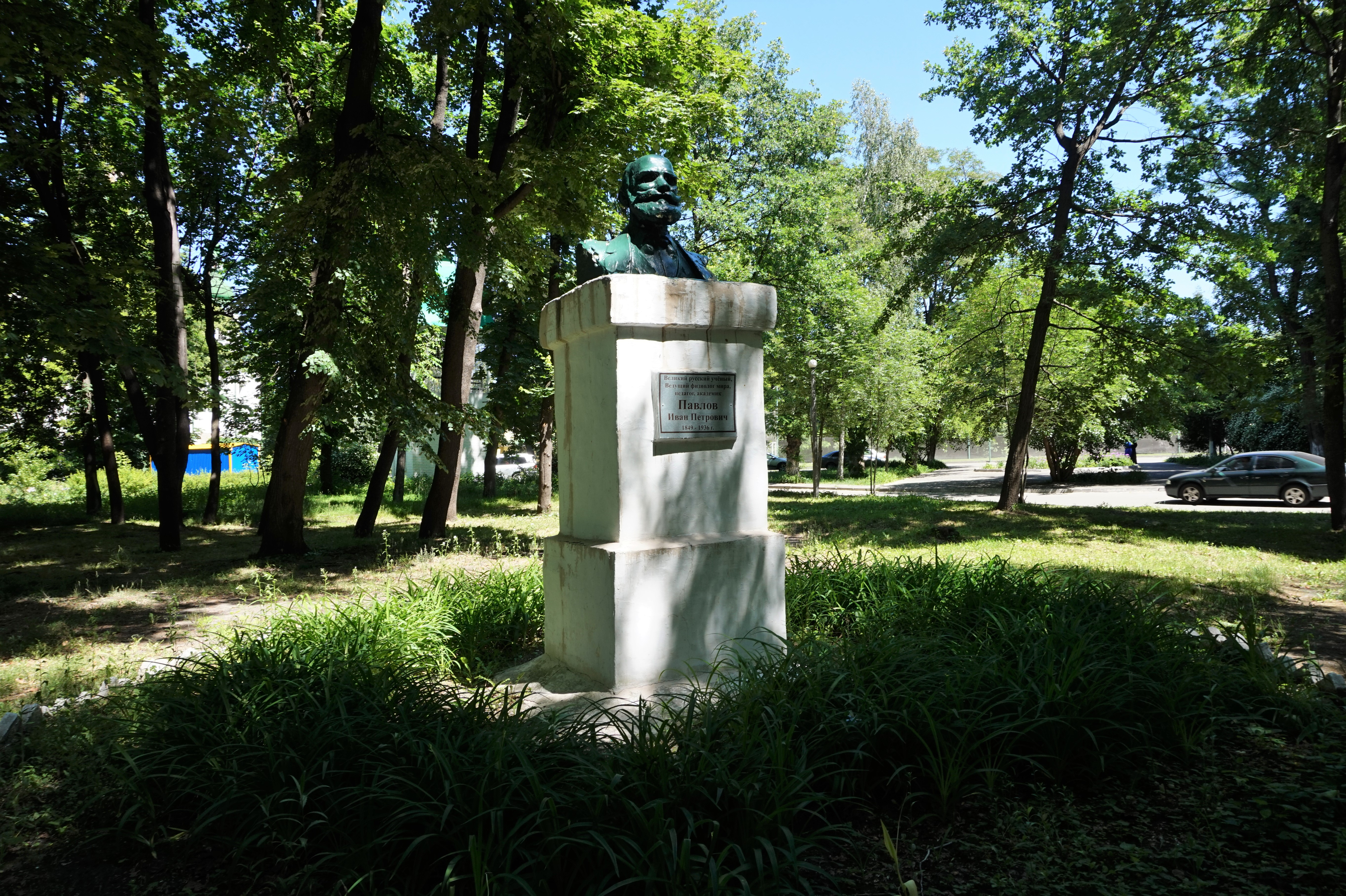
Buste de Pavlov classé[2].
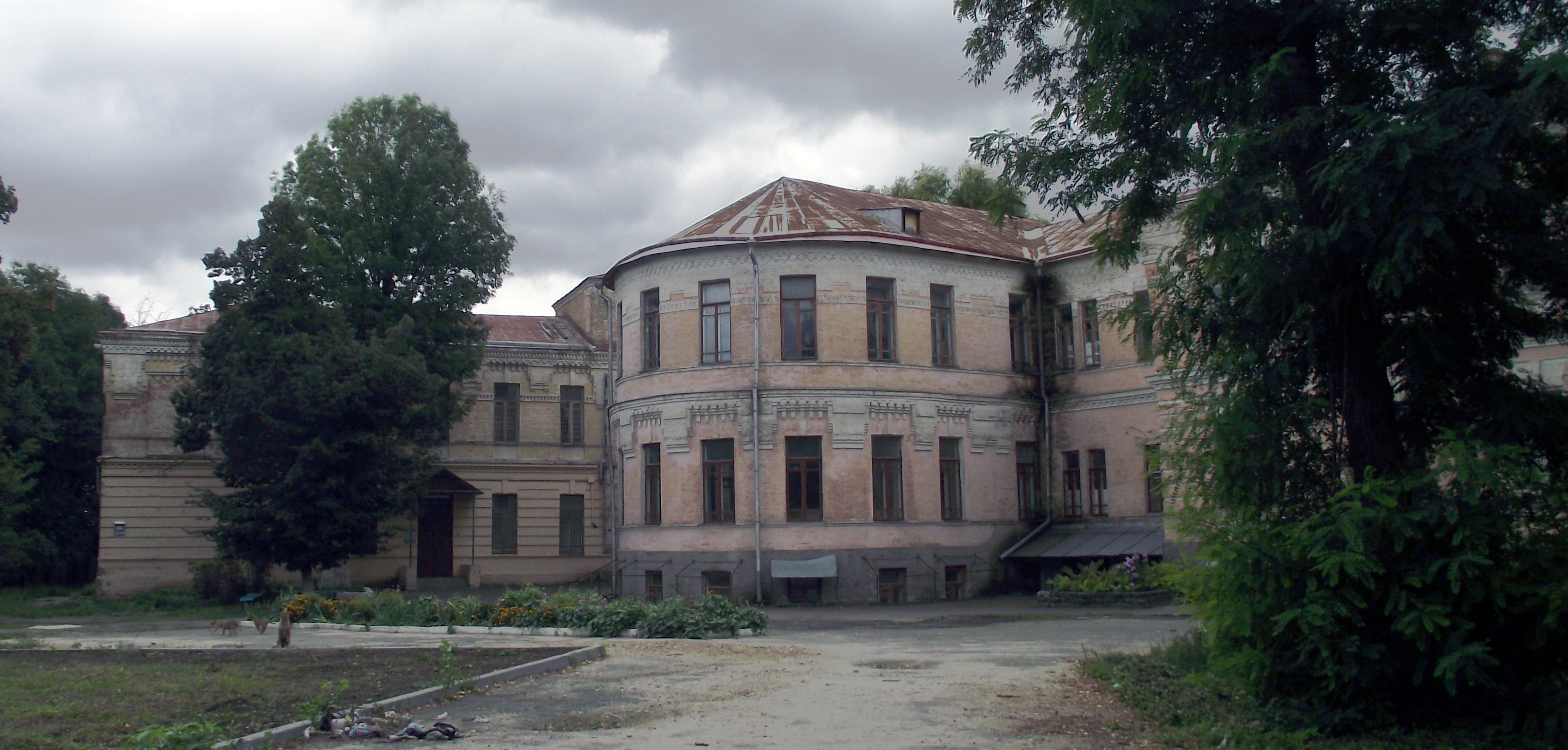
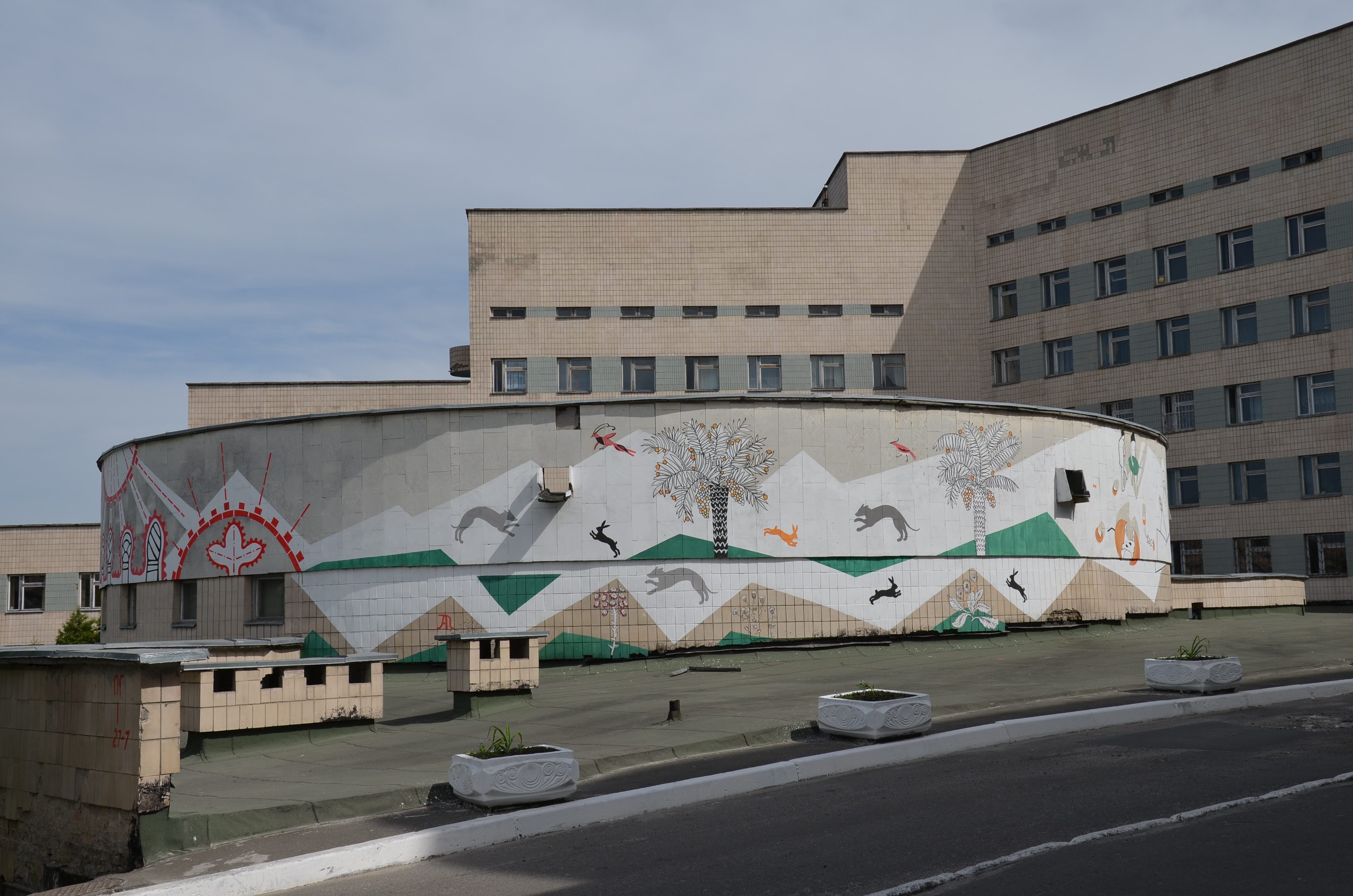
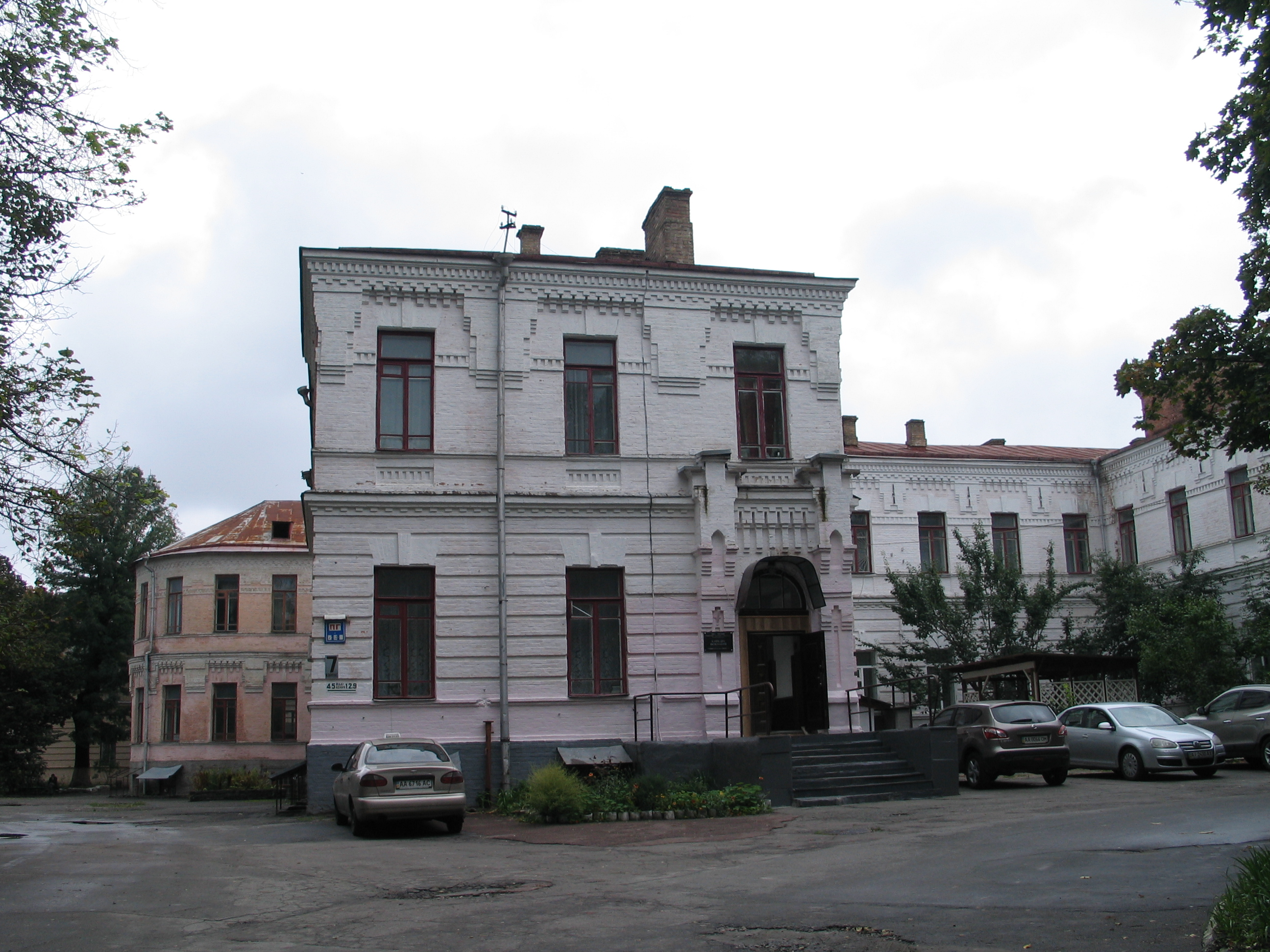
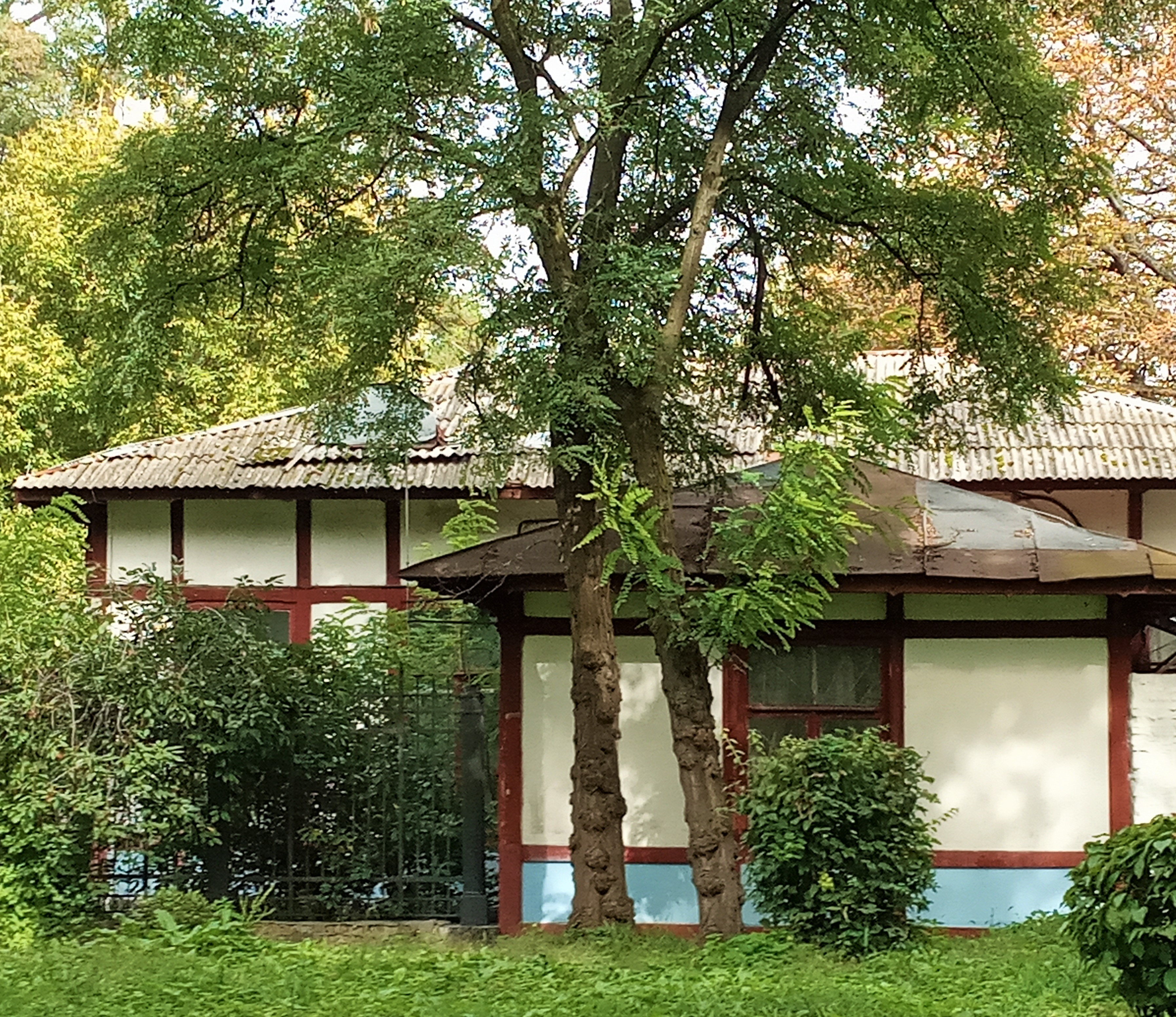
la morgue,
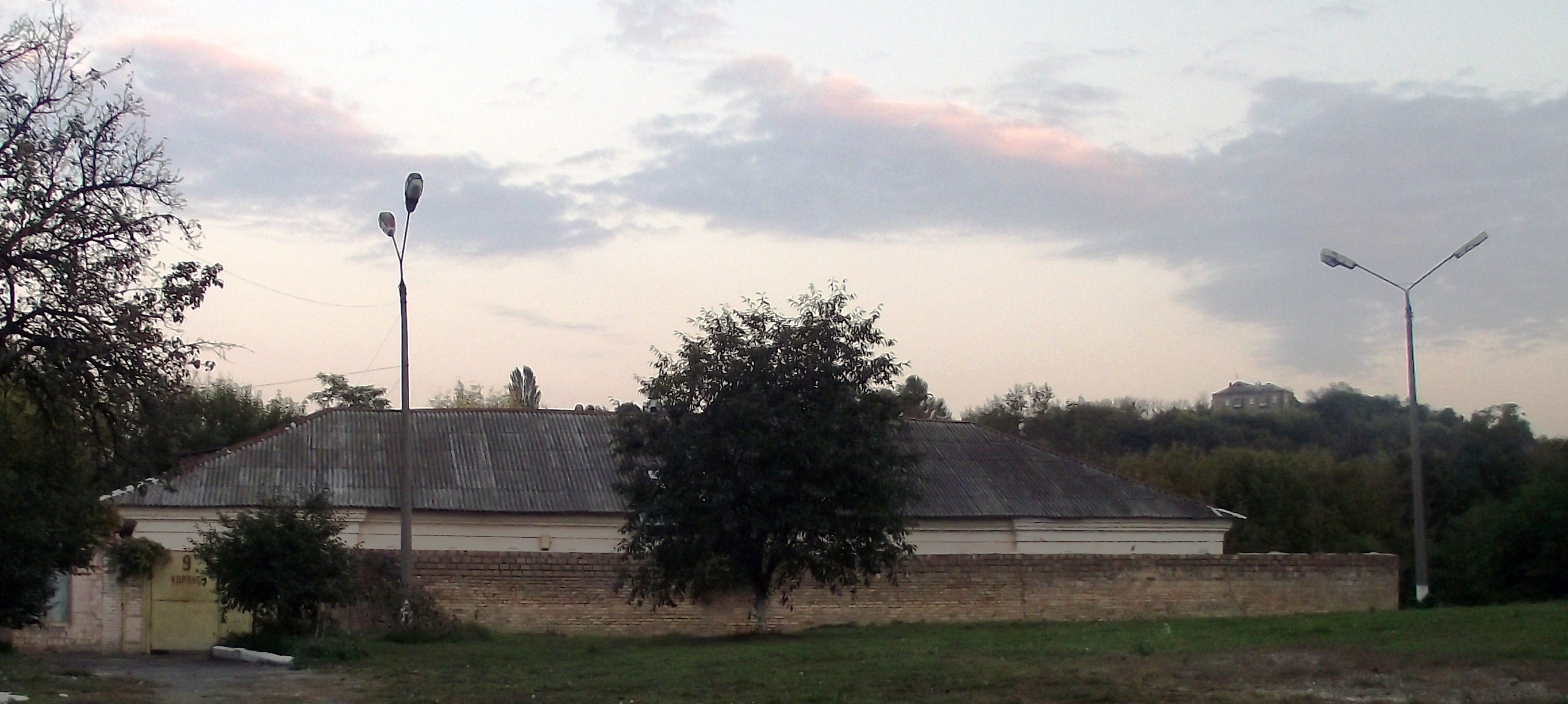
aile pénitentiaire.